# Techniekfilosofie
De techniekfilosofie is de filosofische discipline die onderzoek doet naar aard en betekenis van techniek en de verhouding tussen techniek, mens en samenleving.

## Thematiek
De techniekfilosofie reflecteert op de verhouding tussen techniek en andere domeinen zoals:
- wetenschap
- economie
- cultuur en moraal
- maatschappelijke structuren
- politiek
- organisaties
- de mens
- milieu

## Ontwikkeling
Hoewel ook vroegere filosofen al uitspraken over techniek deden, wordt Ernst Kapp gezien als grondlegger van de techniekfilosofie. Hij publiceerde in 1877 het boek Grundlinien einer Philosophie der Technik.
Vanaf het midden van de vorige eeuw kwam het veld tot verdere ontwikkeling door de inzet van denkers als Lewis Mumford, Martin Heidegger, Jacques Ellul en Hans Jonas. Ten eerste beschreven zij de nieuwe verhouding tussen de mens en de fysieke werkelijkheid, die in hun ogen de voorwaarde vormt voor de ontwikkeling van de techniek. Zij betogen dat de moderne technologie een nieuw cultureel systeem vertegenwoordigt, een technische benadering van de werkelijkheid, dat de hele natuurlijke en maatschappelijke werkelijkheid wil beheersen. Zij geven aan dat de techniek geen neutraal instrument is, maar eerder een autonoom systeem, dat zich niet (meer) door mensen laat dirigeren. Volgens deze filosofen is technologie is een zeer sterke en onafhankelijke kracht die van buitenaf volgens een eigen innerlijke dynamiek op de maatschappij inwerkt, en daarom sterk bepalend is voor de ontwikkeling van de maatschappij. Het oordeel hierover is vaak negatief, waardoor deze techniekfilosofie veel techniekkritiek (vergelijk cultuurkritiek) bevat.
De techniekfilosofie van de laatste decennia heeft het (schrik)beeld van een autonome techniek genuanceerd. In plaats van technologie als autonoom te beschrijven worden de vele maatschappelijke krachten die erop inwerken aan het licht gebracht. Veelal wordt uitgegaan van een co-evolutie (gelijkopgaande ontwikkeling) van techniek en samenleving. In tegenstelling tot de klassieke techniekfilosofen richt de huidige techniekfilosofie zich sterker op concrete technische praktijken en ontwikkelingen.

## Boeken
- Hans Achterhuis (2001) American Philosophy of Technology. Indiana University Press. ISBN 978-0-253-33903-4
- Hans Achterhuis (1997) Van stoommachine tot cyborg, denken over techniek in de nieuwe wereld, Ambo uitgeverij
- Albert Borgmann (1984) Technology and the Character of Contemporary Life. University of Chicago Press.  ISBN 978-0226066288
- Ellul, Jacques (1964), The Technological Society. Vintage Books.
- Andrew Feenberg (1999) Questioning Technology. Routledge Press.  ISBN 978-0415197540
- Heidegger, Martin (1977) The Question Concerning Technology. Harper and Row.
- David M. Kaplan, ed. (2004) Readings in the Philosophy of Technology. Rowman & Littlefield.
- Nye, David. (2006). Technology Matters. MIT Press. ISBN 978-0-262-64067-1
- Scharff, Robert C. and Val Dusek eds. (2003). Philosophy of Technology: The Technological Condition. An Anthology. Blackwell Publishing. ISBN 978-0-631-22219-4
- Verbeek, P.-P. (2000). De daadkracht der dingen, over techniek, filosofie en vormgeving. Boom, Amsterdam. ISBN 978-90-5352-630-9
- Langdon Winner (1977). Autonomous Technology. MIT Press. ISBN 978-0262-23078-0
- Cees Zweistra (2021). Verkeerd verbonden. Kokboekencentrum Nonfictie. EAN 9789043534857

## Weblinks
- MA studie techniekfilosofie aan de Universiteit in Twente
- Lemma techniekfilosofie in de Stanford encyclopedia of philosophy